# 鹿児島市立吉野中学校
鹿児島市立吉野中学校（かごしましりつ よしのちゅうがっこう、英語: Yoshino Junior High School）は、鹿児島県鹿児島市吉野町にある市立中学校。

## 概要
鹿児島県の中学校では、生徒数の最も多い学校として知られ、1990年代後半には1,100名を超える大規模校であった。その後減少し、2019年現在は857人となるが、それでも県内の中学校では生徒数の多い学校の1つである。

## 沿革
- 1947年（昭和22年） - 鹿児島市立第一中学校として設置される。
- 1949年（昭和24年） - 鹿児島市立吉野中学校に改称。
- 1983年（昭和58年） - 生徒数増加により、鹿児島市立吉野東中学校が分離新設[1]。
- 1985年（昭和60年）8月31日 - 昭和60年台風第13号襲来により仮設校舎が全壊[2]。

## 部活動
| - 野球部 - サッカー部 - ソフトテニス部（男女） - バスケットボール部（男女） - バレーボール部（男女） - バドミントン部 | - 卓球部 - 陸上部 - 水泳部 - 弓道部 - 剣道部 - 柔道部 | - 空手道部 - 吹奏楽部 - 放送部 - 美術部 硬式テニス部 |

## 通学区域
吉野中学校の通学区域は以下の町丁の区域が指定されている。
- 吉野町の一部
- 下田町の一部
- 川上町の一部
- 大明丘一丁目から大明丘三丁目までの全域
- 東坂元三丁目、東坂元四丁目の一部